# Elín Metta Jensen
Pour les articles homonymes, voir Jensen.
Elín Metta Jensen, née le 1er mars 1995 à Reykjavik, est une footballeuse internationale islandaise évoluant au poste d'attaquante au Valur Reykjavik.

## Biographie

### Carrière en club

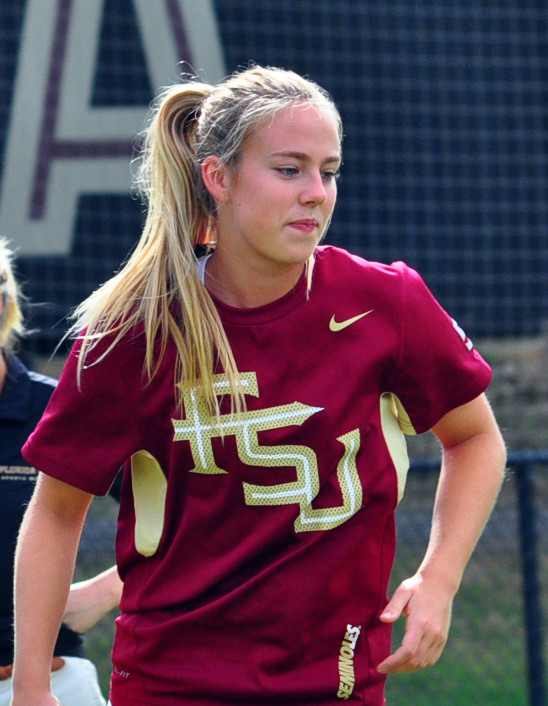
Elín Jensen avec les Seminoles de Florida State en 2015.

Elín Metta Jensen commence à jouer au football à Valur Reykjavík et se forme dans ce club pour lequel elle joue toujours. Elle fait ses débuts avec l'équipe sénior dans l'élite islandaise à l'âge de 15 ans en juillet 2010, marquant également le cinquième but dans la victoire 7-2 contre Haukar. En 2012, elle marqué 18 buts en 18 matchs et remporte le Soulier d'Or de la ligue.
De 2015 à 2017, elle part étudier aux États-Unis à l'Université d'État de Floride et joue ainsi avec les Seminoles pendant trois ans.
Elle est élue joueuse de l'année du championnat islandais pour la saison 2019, marquant 16 buts et fournissant 10 passes décisives, et remportant le titre avec son club. Elle signe un nouveau contrat de trois ans avec le Valur en février 2020.

### Carrière internationale

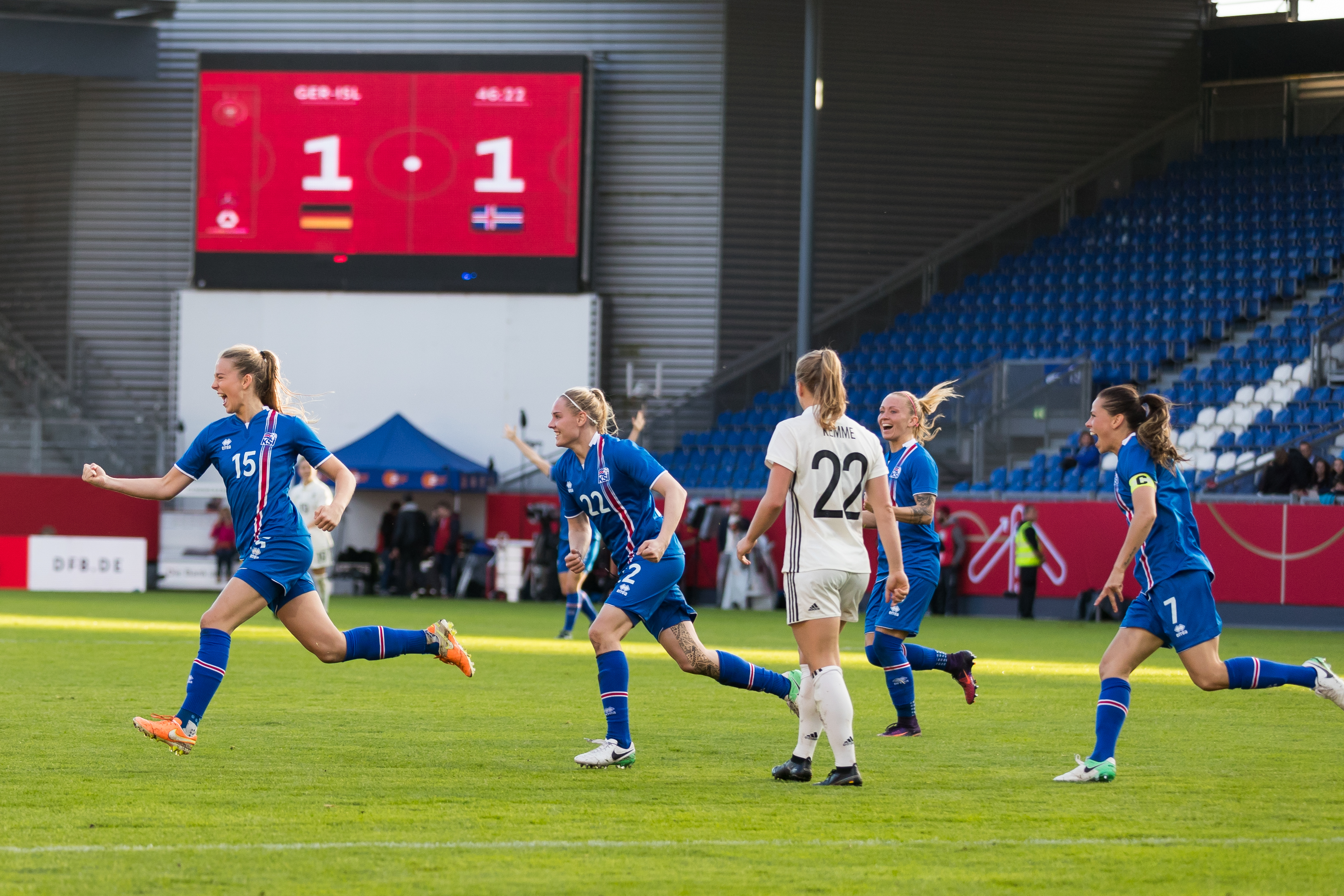
Elín Jensen (à gauche) célèbre son but du 2-1 contre l'Allemagne en octobre 2017.

Elín Metta Jensen fait ses débuts internationaux seniors pour l'Islande le 16 juin 2012, à l'âge de 17 ans, en entrant en jeu lors de la victoire 3-0 en amical contre la Hongrie. Elle marque ses deux premiers buts dans une victoire 5-0 sur Malte le 19 juin 2014.
Elle fait partie de la sélection islandaise participant à l'Euro 2013 et 2017
. Elle participe à victoire historique 3-2 contre l'Allemagne lors des qualifications de la Coupe du monde 2019 en octobre 2017, marquant un but et fournissant deux passes à sa coéquipière Dagný Brynjarsdóttir. Elle joue également un rôle déterminant dans la qualification de l'Islande à l'Euro 2022, marquant le but de la victoire contre la Slovaquie à domicile et de l'égalisation contre la Suède, également à domicile. Elle termine meilleure buteuse du groupe F des éliminatoires de l'Euro 2022.
En juin 2022, elle est sélectionnée par Þorsteinn Halldórsson pour disputer l'Euro 2022 en Angleterre.
Le 2 octobre 2022, Elín annonce sa retraite et se retire définitivement du football.

## Palmarès
Valur
- Championnat d'Islande (2)
  - Championne en 2010 et 2019
  - Vice-championne en 2011, 2013 et 2020
- Coupe d'Islande (1)
  - Vainqueur en 2011
  - Finaliste en 2012
- Supercoupe d'Islande
  - Finaliste en 2012 et 2020